# アムールハリネズミ

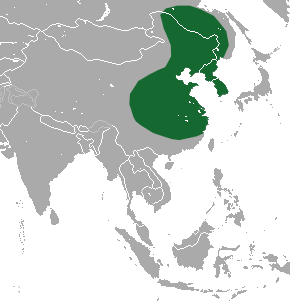
分布域

アムールハリネズミ（Erinaceus amurensis）は、東アジアから北東アジアに生息するハリネズミの一種。別名マンシュウハリネズミ。

## 分布
東アジアから北東アジアに分布する。日本の一部地域に外来種として定着している。

## 形態
頭胴長239-286mm、尾長25-40mm、体重468-920g。近縁のナミハリネズミと姿が非常に似ており、頭骨の形態から識別する必要がある。

## 生態
日本では畑、果樹園、公園といった環境に生息する。日本の個体の行動圏は1.8-1.9haという調査結果もある。昆虫、クモ、陸生巻貝、ネズミ類、カエル類、爬虫類、鳥類の卵などを食べる。一般的に3-6頭の子どもを出産する。

## 外来種問題
神奈川県小田原市や静岡県伊東市に定着しており、小田原市では1987年に生息が確認されている。伊東市の伊豆高原では1995年から2003年のあいだに約130頭が捕獲されている。また、栃木県・岩手県・長野県・富山県でも目撃や捕獲例がある。ペットとして飼われていたものが捨てられたり、逃げ出したりして野生化したと考えられる。
日本でも更新世の堆積物からハリネズミの化石が見つかっていることから、昔は日本にもハリネズミが生息していたものと推測され、したがって日本にハリネズミが定着することはそれほど難しくはない。
分布が拡大した場合、昆虫や陸生巻貝を捕食することで生態系に悪影響を与えるおそれがある。
本種を含めたハリネズミ属に分類される全4種は、「特定外来生物による生態系等に係る被害の防止に関する法律」によって特定外来生物に指定されており、販売や飼育はできない。